# 明星許願池
《明星許願池》，是民視於2021年全新推出的綜藝節目，節目主持人為孫協志、王仁甫，藝人固定班底為大飛、夏宇童、薔薔、Amanda。節目製作團隊為麗群影視（原幸福保衛戰製作團隊），從2021年8月14日起至2022年7月2日止，每週六晚上10點於民視無線台播出。
2021年8月因愛妮雅化妝品冠名贊助而改名為《明星許願池愛妮雅化妝品》。

## 播出時間
以下時間以當地時間（台灣時間）為準

### 首播
| 頻道       | 所在地           | 播映期間                     | 播出時間             |
| ---------- | ---------------- | ---------------------------- | -------------------- |
| 民視無線台 | 中華民國（臺灣） | 2021年8月14日－2022年7月2日  | 每週六22：00－23：30 |
| YouTube    | 全球             | 2021年8月15日－2021年8月22日 | 每週日20：00上傳     |
| YouTube    | 全球             | 2021年8月30日                | 每週一17：00上傳     |
| YouTube    | 全球             | 2021年9月6日－2021年9月20日  | 每週一12：00上傳     |
| YouTube    | 全球             | 2021年9月26日－2022年7月3日  | 每週日20：00上傳     |

### 重播
| 頻道       | 所在地           | 播映期間                    | 播出時間           |
| ---------- | ---------------- | --------------------------- | ------------------ |
| 民視無線台 | 中華民國（臺灣） | 2021年8月15日－2022年7月3日 | 每週日18:30－20:00 |

## 概說
《明星許願池》是民視全新推出的豪華旗艦型綜藝節目，節目內容、嘉賓為觀眾朋友許願內容， 內容結合「歌唱表演」、「短劇演出」、「遊戲挑戰」、「舞蹈表演」等系列， 呈現「歌舞風趣」、「搞笑鬧劇」與「實境競技挑戰」全新綜藝風格。

## 歷史
- 2021年8月13日，本節目舉辦首播前夕快閃記者會。
- 2021年8月14日，本節目開播，由愛妮雅化妝品冠名贊助。
- 2022年6月6日，本節目被告知最後一次錄影。

## 節目冠名
| 冠名贊助廠商 | 贊助日期間                  | 贊助集數      |
| 愛妮雅化妝品 | 2021年8月14日－2022年7月2日 | 第1集～第43集 |

## 主持人
| 主持人 | 主持期間                    | 主持集數      |
| 孫協志 | 2021年8月14日－2022年7月2日 | 第1集～第43集 |
| 王仁甫 | 2021年8月14日－2022年7月2日 | 第1集～第43集 |

## 固定藝人班底
| 固定藝人班底     | 固定期間                    | 明星學園                                          |
| 大飛             | 2021年8月14日－2022年7月2日 | 第1集～第43集（明星學園第11～13集缺席）           |
| 阿虎             | 2021年8月14日－2022年7月2日 | 第1集～第43集（明星學園第11～15集缺席、第21集）   |
| Wish             | 2021年8月14日－2022年7月2日 | 第1集～第43集（明星學園第11～15、第21集缺席）     |
| 夏宇童           | 2021年8月14日－2022年7月2日 | 第1集～第43集（明星學園第5、6、12、13、21集缺席） |
| 薔薔             | 2021年8月14日－2022年7月2日 | 第1集～第43集（明星學園第12、13集缺席）           |
| 劉紀範（Amanda） | 2021年8月14日－2022年7月2日 | 第1集～第43集（明星學園第12、13集缺席）           |

## 播出內容
| 集數                                                       | 播出日期       | 主題                           | 嘉賓                                                                                       | 備註                            |
| ---------------------------------------------------------- | -------------- | ------------------------------ | ------------------------------------------------------------------------------------------ | ------------------------------- |
| 1                                                          | 2021年8月14日  | 明星學院開課啦                 | 黃文星、蘇晏霈、馬俊麟、張家瑋、張哲豪、李又汝、江俊翰、黃瑄 特別嘉賓:王凱                 | 情人節特輯 第一集               |
| 2                                                          | 2021年8月21日  | 秀場天王天后來上課             | 都拉斯、王中平、王彩樺、賴慧如                                                             |                                 |
| 3                                                          | 2021年8月28日  | 傳奇巨星來上課                 | 趙傳、林俊逸                                                                               |                                 |
| 4                                                          | 2021年9月4日   | 饒舌對決                       | 楊繡惠、阿翔                                                                               |                                 |
| 5                                                          | 2021年9月11日  | 金曲天籟                       | 秀蘭瑪雅、NoNo、Echo、尋人啟事                                                             | 夏宇童請假,由何美代班主持       |
| 6                                                          | 2021年9月18日  | 啦啦隊舞蹈對抗賽               | Passion Sisters、樂天女孩                                                                  | 夏宇童請假,由何美代班主持       |
| 7                                                          | 2021年9月25日  | 百萬YouTube新生報到            | 張秀卿、龍龍、草爺                                                                         |                                 |
| 8                                                          | 2021年10月2日  | 戲劇天王重現經典演技           | 江宏恩、唐從聖                                                                             |                                 |
| 9                                                          | 2021年10月9日  | 超甜藝人夫妻今晚來放閃         | 季芹、艾成、王瞳                                                                           |                                 |
| 10                                                         | 2021年10月16日 | 超強模仿天王大秀               | 康康、邵大倫                                                                               |                                 |
| 11                                                         | 2021年10月23日 | High尬女王爭霸戰               | 盛竹如、安苡葳、曾甜、陳伊、巫苡萱、籃籃、藍妹                                             | 朱宇謀、大飛、阿虎請假,無人代班 |
| 12                                                         | 2021年10月30日 | 新舊妹舞蹈大賽                 | 陳為民、張愛雅、董梓甯、羚小鹿、葛宸羽、潔潔、LaLa                                         |                                 |
| 13                                                         | 2021年11月6日  | 台妹不夠看，泰味才對味         | 娘娘、邱子芯、張家瑋、嘻小瓜、Luxy girls、Miusa                                            |                                 |
| 14                                                         | 2021年11月13日 | 天籟美聲在民間，憑歌聲一夕爆紅 | 壹壹、馬曉安、達巴亮、宇晨、劉騰、林榮郎、馬力歐、謝宜君、小恩                             |                                 |
| 15                                                         | 2021年11月20日 | 國台語歌手靈魂大交換           | 蔡佳麟、吳申梅、林芯儀、周定緯                                                             |                                 |
| 16                                                         | 2021年11月27日 | 外籍生歌唱大賽                 | 李愛綺、韋喆、崔璀璨、凱琳、吳子龍、宋蕊安                                                 |                                 |
| 17                                                         | 2021年12月4日  | 模仿主題                       | 高嘉瑜、都拉斯、小優、張楷、小阿烈、幹真假                                                 |                                 |
| 18                                                         | 2021年12月11日 | 身懷絕技 超萌神童大集合        | 馮翼、林恩正、李姍檥、孫孫、林子濬、劉玄皓、張維融、洪輔恩、張家欣、徐湘筑、簡岑皓、葉秉軒 |                                 |
| 19                                                         | 2021年12月18日 | 敲碗半年!!五堅情合體!!         | 黃偉晉、邱鋒澤、陳零九、小賴、婁峻碩                                                       |                                 |
| 20                                                         | 2021年12月25日 | 明星演藝生涯最大挑戰           | 阿Ben、徐小可、施宏駿、黃若琳、邱亮玉、林益緣                                              |                                 |
| 21                                                         | 2022年1月1日   | 駐唱歌手PK發片歌手             | 黃美珍、司安迪、林沛蕎、郭怡霞、馬國賢、奕帆                                               |                                 |
| 22                                                         | 2022年1月8日   | 互搶對方招牌主打歌             | 向蕙玲、梁一貞、方順吉、閻韋伶                                                             |                                 |
| 23                                                         | 2022年1月15日  | 歌唱基因會遺傳，我的家人很會唱 | 陳欣妤、陳隨意、熙晨、盧學叡、王晶晶、溫翠蘋、何傑、何美、林文萍、林道遠                   |                                 |
| 24                                                         | 2022年1月22日  | 明星音準大賽                   | 吳申梅、李佳歡、符瓊音、周定緯、蔡佳麟                                                     |                                 |
| 25                                                         | 2022年1月29日  | 經典主題曲今晚唱不停!!         | 李翊君、林育羣、蔡家蓁、YUZI、杜家慶、杜紹穎                                               |                                 |
| 26                                                         | 2022年2月5日   | 明星學院配音大挑戰             | 宋昱璁、張乃文、屈中恆、范瑞君                                                             | 初五                            |
| 2022年2月12日重播第14、17集(2021年11月13日、2021年12月4日) |                |                                |                                                                                            |                                 |
| 27                                                         | 2022年2月19日  | 真寫女神熱舞大賽               | 安妮、陳伊、張永歆、巫苡萱、卡古、綠茶                                                     |                                 |
| 2022年2月26日(暫停一次)                                    |                |                                |                                                                                            |                                 |
| 28                                                         | 2022年3月5日   | 他們是被歌手耽誤的廚師?        | 朱海君、陳希瑀、荒山亮、于娜、郭泰山                                                       |                                 |
| 2022年3月12日重播第22集(2022年1月8日)                      |                |                                |                                                                                            |                                 |
| 29                                                         | 2022年3月19日  | 前所未有雙人表演組合           | 大支、舞陽、Andy、布蘭妮                                                                   |                                 |
| 2022年3月26日(暫停一次)                                    |                |                                |                                                                                            |                                 |
| 30                                                         | 2022年4月2日   | 這群人vs那群人遊戲王爭霸戰!!   | 展榮、展瑞、茵聲、董仔、木星、石頭                                                         |                                 |
| 31                                                         | 2022年4月9日   | 第一屆感謝季了 愛就要說出口    | 吳淑敏、吳媽媽、江振愷、羅美玲、張芸京、謝金晶、金晶阿嬤                                   |                                 |
| 32                                                         | 2022年4月16日  | 恩愛伴侶大考驗                 | 吳東諺、白家綺、黃少谷、林采薇、夏克、宛宛兒                                               |                                 |
| 33                                                         | 2022年4月23日  | 第二屆明星音準大賽             | 杜力、安苡葳、梁一貞、王茉聿、曾瑋中                                                       |                                 |
| 34                                                         | 2022年4月30日  | 拯救音癡大作戰                 | 秀蘭瑪雅、安歆澐、余祥銓、黃靖倫、LaLa、何妤玟、奕帆                                       |                                 |
| 35                                                         | 2022年5月7日   | 親子才藝表演大賽               | 郭婷筠、婷筠媽、葛宸羽、金友莊、小優、小優媽、蔡允潔、允潔媽                               | 母親節特輯                      |
| 36                                                         | 2022年5月14日  | 暫停一次                       | 暫停一次                                                                                   | 暫停一次                        |
| 37                                                         | 2022年5月21日  | 第二屆廚藝歌唱大賽             | 陳怡婷、陳隨意、徐小可、巫苡萱、雷議宗                                                     |                                 |
| 38                                                         | 2022年5月28日  | 女團大對決                     | G.O.F、蘇晏霈、賴芊合、波波蓁、張家瑋、謝京穎                                              |                                 |
| 39                                                         | 2022年6月4日   | 一首歌內把小孩搞定送出門!!     | 江振愷、羅美玲、吳俊宏、蔡佳麟、許仁、葉宛妮                                               |                                 |
| 40                                                         | 2022年6月11日  | 第三屆明星音準大賽             | 洪尚捷、謝宜君、鍾采穎、李愛綺、潘彤桐、高瑞屏                                             |                                 |
| 41                                                         | 2022年6月18日  | 演歌雙棲                       | 于浩威、廖苡喬、周孝安、朱蕾安、徐詣帆                                                     |                                 |
| 42                                                         | 2022年6月25日  | 叢林變妝時尚歌喉戰             | 賴慧如、江志豐、朱海君、許志豪、方順吉                                                     |                                 |
| 43                                                         | 2022年7月2日   | 超歡樂原住民趴踢               | 吉巴奈、撒基努、高蕾雅、琳娜、山豬妹、海馬                                                 | 最後一集                        |

## 擊敗小劇場
| 集數                                                                                            | 首播日期       | 單元劇                                    | 演員 | 飾演 |
| 1                                                                                               | 2021年8月14日  | 婆媳大鬥法                                | 王仁甫 孫協志 薔薔 大飛 Amanda 阿虎 朱宇謀 夏宇童                                                                   | 王美女（王家婆婆） 孫淑芬（孫家婆婆） 李佳玲（王家媳婦） 王得福（王家長子） 王怡如（孫家媳婦） 孫官（孫家長子） 偉偉（王家長孫） 童童（孫家孫女）                              |
| 2                                                                                               | 2021年8月21日  | 媳婦、女兒待遇大不同                      | 王仁甫 孫協志 薔薔 大飛 Amanda 阿虎 朱宇謀 夏宇童                                                                   | 王美女（王家婆婆） 孫淑芬（孫家婆婆） 李佳玲（王家媳婦） 王得福（王家長子） 王怡如（孫家媳婦） 孫官（孫家長子） 偉偉（王家長孫） 童童（孫家孫女）                              |
| 3                                                                                               | 2021年8月28日  | 爸媽碎念都是為你好                        | 王仁甫 孫協志 薔薔 大飛 Amanda 阿虎 朱宇謀 夏宇童                                                                   | 王美女（王家婆婆） 孫淑芬（孫家婆婆） 李佳玲（王家媳婦） 王得福（王家長子） 王怡如（孫家媳婦） 孫官（孫家長子） 偉偉（王家長孫） 童童（孫家孫女）                              |
| 4                                                                                               | 2021年9月4日   | 親家公來做客!!                            | 王仁甫 孫協志 薔薔 大飛 Amanda 阿虎 夏宇童                                                                          | 王美女（王家婆婆） 孫家豪（孫家公公） 李佳玲（王家媳婦） 王得福（王家長子） 王怡如（孫家媳婦） 孫官（孫家長子） 童童（孫家孫女）                                               |
| 5                                                                                               | 2021年9月11日  | 勤儉持家 勤 "撿" 持家?                    | 王仁甫 孫協志 薔薔 大飛 Amanda 阿虎 夏宇童                                                                          | 王美女（王家婆婆） 孫家豪（孫家公公） 李佳玲（王家媳婦） 王得福（王家長子） 王怡如（孫家媳婦） 孫官（孫家長子） 童童（孫家孫女）                                               |
| 6                                                                                               | 2021年9月18日  | 買房難!買好鄰居更難!!                     | 王仁甫 孫協志 薔薔 大飛 Amanda 阿虎 夏宇童                                                                          | 王美女（王家婆婆） 孫淑芬（孫家婆婆） 李佳玲（王家媳婦） 王得福（王家長子） 王怡如（孫家媳婦） 孫官（孫家長子） 童童（孫家孫女）                                               |
| 7                                                                                               | 2021年9月25日  | 這間公司有點不正常                        | 薔薔 孫協志 阿虎 王仁甫 大飛 朱宇謀 Amanda 夏宇童                                                                   | 王雅婷（經理） 游亞魚（經理助理） 孫官（業務老鳥課員） 簡大志（業務菜鳥課員） 王得福（業務課長） 李文雄（企劃課員） 陳美玲（企劃課長） 藍玉梨（企劃課員）                      |
| 8                                                                                               | 2021年10月2日  | 不正常辦公室的生存之道                    | 薔薔 孫協志 阿虎 王仁甫 大飛 朱宇謀 Amanda 夏宇童                                                                   | 王雅婷（經理） 游亞魚（經理助理） 孫官（業務老鳥課員） 簡大志（業務菜鳥課員） 王得福（業務課長） 李文雄（企劃課員） 陳美玲（企劃課長） 藍玉梨（企劃課員）                      |
| 9                                                                                               | 2021年10月9日  | 喝咖啡聊是非                              | 孫協志 王仁甫 夏宇童 薔薔 王中皇                                                                                    | 孫淑芬（孫家婆婆） 王美女（王家婆婆） 欣怡（咖啡店菜鳥服務生） 美玲（咖啡店資深服務生） 客人                                                                                   |
| 10                                                                                              | 2021年10月16日 | 人客奧到無極限                            | 孫協志 王仁甫 夏宇童 薔薔 何蓓蓓 哈孝遠                                                                             | 孫淑芬（孫家婆婆） 王美女（王家婆婆） 欣怡（咖啡店菜鳥服務生） 美玲（咖啡店資深服務生） 客人                                                                                   |
| 11                                                                                              | 2021年10月23日 | 資深老鳥真母湯!!                          | 孫協志 王仁甫 夏宇童 賴慧如 郭亞棠                                                                                  | 孫淑芬（孫家婆婆） 王美女（王家婆婆） 欣怡（咖啡店菜鳥服務生） 代班服務生 客人                                                                                                 |
| 12                                                                                              | 2021年10月30日 | 孫阿嬤的金孫?!                            | 王仁甫 孫協志 薔薔 大飛 Amanda 阿虎 夏宇童                                                                          | 王美女（王家婆婆） 孫淑芬（孫家婆婆） 李佳玲（王家媳婦） 王得福（王家長子） 王怡如（孫家媳婦） 孫官（孫家長子） 童童（孫家孫女）                                               |
| 13                                                                                              | 2021年11月6日  | 卡拉今晚不OK!!                            | 蔡佳麟 何蓓蓓 夏宇童 王仁甫 孫協志                                                                                  | 客人（牛奶糖小弟） 客人（棒棒糖堂主） 卡拉OK老闆娘 客人（牛奶糖堂主） 客人（棒棒糖小弟）                                                                                       |
| 14                                                                                              | 2021年11月13日 | 暫停一次                                  | 暫停一次 | 暫停一次 |
| 15                                                                                              | 2021年11月20日 | 誰？是婚禮搶鏡王                          | 孫協志 何蓓蓓 陳怡婷 夏宇童 郭婷筠 彭正 王仁甫                                                                      | 新郎 新娘 婚禮主持人 男方親戚 賓客 議員 |
| 16                                                                                              | 2021年11月27日 | 老闆永遠是對的??                          | 薔薔 孫協志 阿虎 王仁甫 大飛 朱宇謀 Amanda 夏宇童                                                                   | 王雅婷（經理） 游亞魚（經理助理） 孫官（業務老鳥課員） 簡大志（業務菜鳥課員） 王得福（業務課長） 李文雄（企劃課員） 陳美玲（企劃課長） 藍玉梨（企劃課員）                      |
| 17                                                                                              | 2021年12月4日  | 暫停一次                                  | 暫停一次 | 暫停一次 |
| 18                                                                                              | 2021年12月11日 | 最熟悉的陌生人?                           | 何蓓蓓 蘇晏霈 夏宇童 孫協志 王仁甫                                                                                  | 客人 服飾店店員 客人 |
| 19                                                                                              | 2021年12月18日 | 這間麵攤很有事                            | 雷洪 何蓓蓓 夏宇童 王仁甫 孫協志                                                                                    | 麵攤老闆 麵攤老闆娘 客人 警察 |
| 20                                                                                              | 2021年12月25日 | 暫停一次                                  | 暫停一次 | 暫停一次 |
| 21                                                                                              | 2022年1月1日   | 阿嬤們的健康之道?!                        | 王仁甫 孫協志 薔薔 大飛 Amanda 阿虎 夏宇童                                                                          | 王美女（王家婆婆） 孫淑芬（孫家婆婆） 李佳玲（王家媳婦） 王得福（王家長子） 王怡如（孫家媳婦） 孫官（孫家長子） 童童（孫家孫女）                                               |
| 22                                                                                              | 2022年1月8日   | 暫停一次                                  | 暫停一次 | 暫停一次 |
| 23                                                                                              | 2022年1月15日  | 暫停一次                                  | 暫停一次 | 暫停一次 |
| 24                                                                                              | 2022年1月22日  | 暫停一次                                  | 暫停一次 | 暫停一次 |
| 25                                                                                              | 2022年1月29日  | 暫停一次                                  | 暫停一次 | 暫停一次 |
| 26                                                                                              | 2022年2月5日   | 暫停一次                                  | 暫停一次 | 暫停一次 |
| 27                                                                                              | 2022年2月19日  | 新手老師的班親會硬仗                      | 孫協志 王仁甫 吳申梅 夏宇童 何蓓蓓 張哲豪 蔡承翰                                                                    | 孫淑芬（孫家婆婆） 王美女（王家婆婆） 班導師 童童（孫家孫女） 蓓蓓媽媽 家長會長 司機                                                                                           |
| 2022年2月26日重播第9、13、18、19集(2021年10月9日、2021年12月18日)                               |                |                                           | | |
| 28                                                                                              | 2022年3月5日   | 暫停一次                                  | 暫停一次 | 暫停一次 |
| 29                                                                                              | 2022年3月19日  | 戀愛交往最大門檻                          | 王仁甫 何蓓蓓 夏宇童 馬力歐 孫協志                                                                                  | 男友 女友 媽媽 爸爸 哥哥 |
| 2022年3月26日重播第2、6、10、15集(2021年8月21日、2021年9月18日、2021年10月16日、2021年11月20日) |                |                                           | | |
| 30                                                                                              | 2022年4月2日   | 暫停一次                                  | 暫停一次 | 暫停一次 |
| 31                                                                                              | 2022年4月9日   | 暫停一次                                  | 暫停一次 | 暫停一次 |
| 32                                                                                              | 2022年4月16日  | 暫停一次                                  | 暫停一次 | 暫停一次 |
| 33                                                                                              | 2022年4月23日  | 暫停一次                                  | 暫停一次 | 暫停一次 |
| 34                                                                                              | 2022年4月30日  | 暫停一次                                  | 暫停一次 | 暫停一次 |
| 35                                                                                              | 2022年5月7日   | 暫停一次                                  | 暫停一次 | 暫停一次 |
| 36                                                                                              | 2022年5月14日  | 病友毛病多?!我有那麼好騙嗎?山中旅社驚魂記 | 孫協志 王仁甫 江俊翰 李又汝 何蓓蓓 夏宇童孫協志 王仁甫 何蓓蓓 詹惟中 蔡承翰 夏宇童孫協志 王仁甫 王 凱 張家瑋 夏宇童 | 孫淑芬（孫家婆婆） 王美女（王家婆婆） 病人 病人妻子 護理師 孫淑芬（孫家婆婆） 王美女（王家婆婆） 金光黨 警察 銀行行員孫淑芬（孫家婆婆） 王美女（王家婆婆） 飯店客人 櫃檯人小姐 |
| 37                                                                                              | 2022年5月21日  | 暫停一次                                  | 暫停一次 | 暫停一次 |
| 38                                                                                              | 2022年5月28日  | 暫停一次                                  | 暫停一次 | 暫停一次 |
| 39                                                                                              | 2022年6月4日   | 大學生聯誼趣事                            | 許仁 王仁甫 孫協志 夏宇童 何蓓蓓 廖慧珍                                                                             | 大學生（小杰） 大學生（小甫） 大學生（小志） 大學生（秀花） 大學生（麗花） 大學生（慧花）                                                                                      |
| 40                                                                                              | 2022年6月11日  | 暫停一次                                  | 暫停一次 | 暫停一次 |
| 41                                                                                              | 2022年6月18日  | 莫名其妙的公司迎新                        | 王仁甫 孫協志 夏宇童 何蓓蓓 王燦                                                                                    | 服務生 同事 新進同事 同事 經理 |
| 42                                                                                              | 2022年6月25日  | 暫停一次                                  | 暫停一次 | 暫停一次 |
| 43                                                                                              | 2022年7月2日   | 坐月子辛酸誰人知?                         | 王仁甫 孫協志 夏宇童 何蓓蓓 張可昀                                                                                  | 同事 老公 同事 媳婦 婆婆 |

## 收視率
| 週數 | 集數 | 播映日期       | 平均收視率 | 同時段排名 | 備註                                                  |
| 1    | 1    | 2021年8月14日  | 1.77       | 1          | 即日起民視無線台每週六晚上10：00首播 最高收視達到 2.8 |
| 2    | 2    | 2021年8月21日  | 1.01       |            |                                                       |
| 3    | 3    | 2021年8月28日  | 1.22       |            |                                                       |
| 4    | 4    | 2021年9月4日   | ＊         |            | 無收視率資料                                          |
| 5    | 5    | 2021年9月11日  | 0.93       |            |                                                       |
| 6    | 6    | 2021年9月18日  | ＊         |            |                                                       |
| 7    | 7    | 2021年9月25日  | 0.98       |            |                                                       |
| 8    | 8    | 2021年10月2日  | ＊         |            | 無收視率資料                                          |
| 9    | 9    | 2021年10月9日  | 1.01       |            |                                                       |
| 10   | 10   | 2021年10月16日 | 0.90       |            |                                                       |
| 11   | 11   | 2021年10月23日 | 1.10       |            |                                                       |
| 12   | 12   | 2021年10月30日 | 1.00       |            |                                                       |
| 13   | 13   | 2021年11月6日  | 1.14       |            |                                                       |
| 14   | 14   | 2021年11月13日 | 1.05       |            |                                                       |
| 15   | 15   | 2021年11月20日 | 1.36       |            |                                                       |
| 16   | 16   | 2021年11月27日 | 1.01       |            |                                                       |
| 17   | 17   | 2021年12月4日  | 1.32       |            |                                                       |
| 18   | 18   | 2021年12月11日 | 0.99       |            |                                                       |
| 19   | 19   | 2021年12月18日 | 0.81       |            |                                                       |
| 20   | 20   | 2021年12月25日 | 1.03       |            |                                                       |
| 21   | 21   | 2022年1月1日   | ＊         |            | 元旦                                                  |
| 22   | 22   | 2022年1月8日   | 1.00       |            |                                                       |
| 23   | 23   | 2022年1月15日  | 1.45       |            |                                                       |
| 24   | 24   | 2022年1月22日  | 1.12       |            |                                                       |
| 25   | 25   | 2022年1月29日  |            |            |                                                       |
| 26   | 26   | 2022年2月5日   |            |            | 初五                                                  |
| 27   | 27   | 2022年2月19日  |            |            |                                                       |
| 28   | 28   | 2022年3月5日   |            |            |                                                       |
| 29   | 29   | 2022年3月19日  |            |            |                                                       |
| 30   | 30   | 2022年4月2日   |            |            |                                                       |

1. 同时段或交叉时段主要节目：

- 三立台灣台：《超級夜總會》
- 三立都會台：《未來媽媽》（重播）/《戀愛是科學》
- 華視主頻：《天才衝衝衝》
- 台視：《綜藝玩很大》/《第32屆金曲獎 頒獎典禮》/《大嘻哈時代》
- 公共電視台：十點：《斯卡羅》/《四樓的天堂》、十一點：《公視表演廳》
- 中視：《綜藝玩很大》

1. 由AC尼爾森調查，調查範圍是四歲以上收看電視之觀眾。
2. 資料來源：台灣-偶像劇場、宏將週報 （页面存档备份，存于）。

## 製作團隊
本節目製作團隊均與前作幸福保衛戰相同
- 監製：詹嘉文
- 製作人：崔長華、蔡瑞堂
- 執行製作人：洪毓足、許志成
- 製作群：鄭凱陽、楊惠敏、李誼桂、盧慶玲、黃麟凱
- 節目宣傳：蔡滄波、杜蕙如、黃韻靜、陳玲慧、王智煦、吳政原、鄧清修、李伊婷、李姵瑩、蔡郁庭、潘怡如、洪雨汝、徐慈蔓、鄭雅慧、李清福
- 動畫設計：民視動畫組
- 音效設計：音樂達
- Keyboard: 莊思源
- 剪接：劉裘斯、孫嫄雅
- 旁白：黃宗一
- 後期工程：王奕哲
- 燈光音響：必應創造
- 電視牆：輝影
- 字幕：民視字幕室
- 舞蹈顧問：藍波
- 造型設計：Alice
- 梳化：黃雅慧、lan
- 佈景：民視木工班
- 搭景：立正工程行
- 電工：呂進富
- 攝影：林桂鋒、王君頌、陳德擴、戴均亦、林中山、葉信宏、劉晶元、吳啟昌
- 攝影助理：陳仕霖、洪宇謙
- 燈光：楊景星、陳封宇
- 成音：顏銘煌、高敏政
- 視訊：高林嵩
- 美術指導：蕭憶雰
- 技術指導：馮維國
- 現場指導：林雅琪、呂家銘
- 助理導播：李庭儀
- 導播：王志弘
- 製作公司：麗群影視
- 監製公司：民視電視股份有限公司
- 贊助商：愛妮雅化妝品

## 外部連結
- 明星許願池的Facebook專頁
- YouTube上的明星許願池頻道
- 明星許願池 （页面存档备份，存于）—LiTV線上影視
- 明星許願池 （页面存档备份，存于）—四季線上4gTV